# No Guns Life
No Guns Life (ノー・ガンズ・ライフ?, Nō Ganzu Raifu) è un manga seinen scritto e disegnato da Tasuku Karasuma e pubblicato sulla rivista Ultra Jump della casa editrice Shūeisha dal 19 settembre 2014 al 18 settembre 2021. 
Un adattamento anime è stato prodotto da Madhouse; la prima parte della serie è stata trasmessa dal 10 ottobre al 26 dicembre 2019, mentre la seconda parte, prevista per il 9 aprile 2020, è stata spostata al settembre dello stesso anno a causa della pandemia di COVID-19.

## Trama
In un mondo devastato dalle guerre vengono creati gli extended, soldati il cui corpo è stato fuso con armi biomeccaniche per amplificarne le proprietà offensive. 
Juzo Inui, un reduce tornato alla vita civile, incapace di ricordare il proprio passato prima dell'operazione che lo ha reso un extended, vive ai margini della società occupandosi di crimini in cui sono coinvolti i suoi simili occupando il ruolo del cosiddetto "Risolutore". Uno di questi casi riguarda un ragazzo, Tetsuro, in possesso di una tecnologia talmente sconvolgente da poter ribaltare le sorti dell'intero pianeta.
In una serie di incontri e scontri, Juzo compone pezzo dopo pezzo i tasselli della sua storia, i sanguinosi quanto misteriosi avvenimenti che la riguardano vengono costantemente insabbiati dalle autorità locali corrotte e dalla Berhüren (la società che durante le guerre ha creato e fornito gli Extend all'esercito), che tenta in ogni modo di ostacolare le indagini dell'intrepido investigatore. Dopo aver sconfitto Gondry (un ex extended militare) su mandato dell'EMS, Juzo scopre il vero colpevole del massacro avvenuto dieci anni prima e mentre rischia di soccombere nello scontro con questo nuovo, temibile avversario, Juzo sente risvegliarsi la sua vera forza.

## Media

### Manga
Il manga, scritto e disegnato da Tasuku Karasuma, è stato serializzato sulla rivista Ultra Jump di Shūeisha dal 19 settembre 2014 al 18 settembre 2021. I capitoli sono stati raccolti in tredici volumi tankōbon pubblicati dal 19 febbraio 2015 al 17 dicembre 2021.
In Italia la serie è stata pubblicata da Star Comics nella collana Point Break dal 9 novembre 2016 all'8 febbraio 2023.

#### Volumi
| Nº | Data di prima pubblicazione | Data di prima pubblicazione | Data di prima pubblicazione               | Data di prima pubblicazione           |
| Nº | Giapponese                  | Giapponese                  | Italiano                                  | Italiano                              |
| -- | --------------------------- | --------------------------- | ----------------------------------------- | ------------------------------------- |
| 1  | 19 febbraio 2015            | ISBN 978-4-08-890124-4      | 9 novembre 2016 (ed. regolare & limitata) | ISBN 978-88-226-0383-8 (ed. regolare) |
| 2  | 19 agosto 2015              | ISBN 978-4-08-890246-3      | 7 dicembre 2016                           | ISBN 978-88-226-0402-6                |
| 3  | 18 marzo 2016               | ISBN 978-4-08-890402-3      | 8 febbraio 2017                           | ISBN 978-88-226-0469-9                |
| 4  | 18 novembre 2016            | ISBN 978-4-08-890551-8      | 9 agosto 2017                             | ISBN 978-88-226-0659-4                |
| 5  | 19 maggio 2017              | ISBN 978-4-08-890649-2      | 6 dicembre 2017                           | ISBN 978-88-226-0793-5                |
| 6  | 19 gennaio 2018             | ISBN 978-4-08-890845-8      | 12 settembre 2018                         | ISBN 978-88-226-1159-8                |
| 7  | 17 agosto 2018              | ISBN 978-4-08-891089-5      | 10 aprile 2019                            | ISBN 978-88-226-1334-9                |
| 8  | 19 marzo 2019               | ISBN 978-4-08-891221-9      | 12 agosto 2020                            | ISBN 978-88-226-1889-4                |
| 9  | 19 settembre 2019           | ISBN 978-4-08-891373-5      | 13 ottobre 2021                           | ISBN 978-88-226-2611-0                |
| 10 | 19 marzo 2020               | ISBN 978-4-08-891513-5      | 9 febbraio 2022                           | ISBN 978-88-226-2977-7                |
| 11 | 18 settembre 2020           | ISBN 978-4-08-891684-2      | 11 maggio 2022                            | ISBN 978-88-226-3192-3 (ed. limitata) |
| 12 | 19 aprile 2021              | ISBN 978-4-08-891785-6      | 12 ottobre 2022                           | ISBN 978-88-226-3487-0                |
| 13 | 17 dicembre 2021            | ISBN 978-4-08-892172-3      | 8 febbraio 2023                           | ISBN 978-88-226-3789-5                |

### Anime

Logo della serie

Un adattamento anime è stato annunciato nel numero di aprile della rivista Ultra Jump di Shūeisha il 18 marzo 2019. La serie è stata animata da Madhouse, prodotta da Egg Firm e diretta da Naoyuki Itō, con Yukie Sugawara che si è occupata della sceneggiatura e Masanori Shino del character design. Kenji Kawai ha composto la colonna sonora. Gli sfondi 3DCG sono stati creati da Cyclone Graphics, lo studio che ha anche prodotto l'animazione finale della serie, utilizzando il motore grafico Unreal Engine 4. La serie è composta da un totale di 24 episodi, dove la prima metà (composta dagli episodi da 1 a 12) è stata trasmessa in Giappone dal 10 ottobre al 26 dicembre 2019 su TBS, AT-X, SUN, KBS e BS11, mentre la seconda (contenente gli episodi da 13 a 24) doveva andare in onda dal 9 aprile 2020, ma è stata posticipata dal 9 luglio al 24 settembre 2020 per via della pandemia di COVID-19. Nella prima parte, Kenichi Asai ha cantato la sigla d'apertura Motor City mentre DATS!! quella di chiusura Game Over. Nella seconda parte invece sono stati impiegati i brani Chaos Drifters di SawanoHiroyuki[nZk]:Jean-Ken Johnny e new world di THIS IS JAPAN.
In Italia la serie è stata pubblicata da Dynit sul portale VVVVID in simulcast in versione sottotitolata.

#### Episodi
| Nº                         | Titolo italiano Giapponese 「Kanji」 - Rōmaji                                                              | In onda           | In onda |
| Nº                         | Titolo italiano Giapponese 「Kanji」 - Rōmaji                                                              | Giapponese        |         |
| Prima parte (12 episodi)   | |                   |         |
| 1                          | Estensione fuori controllo 「暴走拡張者」 - Bōsō kakuchōsha                                                | 10 ottobre 2019   |         |
| 2                          | Dispositivo di controllo a distanza delle estensioni 「拡張体遠隔操作装置」 - Kakuchōtai enkaku sōsa sōchi | 17 ottobre 2019   |         |
| 3                          | Marionetta 「操り人形」 - Ayatsuri ningyō                                                                  | 24 ottobre 2019   |         |
| 4                          | Grilletto 「引き金」 - Hikigane                                                                            | 31 ottobre 2019   |         |
| 5                          | Ufficio responsabile degli Extend 「拡張者対策局」 - Kakuchō-sha taisaku-kyoku                             | 7 novembre 2019   |         |
| 6                          | Eroe 「英雄」 - Eiyū                                                                                       | 14 novembre 2019  |         |
| 7                          | Surriscaldamento 「過熱」 - Kanetsu                                                                        | 21 novembre 2019  |         |
| 8                          | Volontà 「遺志」 - Ishi                                                                                    | 28 novembre 2019  |         |
| 9                          | Riverbero 「残響」 - Zankyō                                                                                | 5 dicembre 2019   |         |
| 10                         | Arto fantasma 「幻肢」 - Genshi                                                                            | 12 dicembre 2019  |         |
| 11                         | Proprietari 「所有者」 - Shoyūsha                                                                          | 19 dicembre 2019  |         |
| 12                         | Fantasma 「亡霊」 - Bōrei                                                                                  | 26 dicembre 2019  |         |
| Seconda parte (12 episodi) | |                   |         |
| 13                         | Punto di svolta 「転換点」 - Tenkanten                                                                     | 9 luglio 2020     |         |
| 14                         | Cliente 「依頼人」 - Irainin                                                                               | 16 luglio 2020    |         |
| 15                         | Un posto dove stare 「居場所」 - Ibasho                                                                    | 23 luglio 2020    |         |
| 16                         | Tecnico 「技師」 - Gishi                                                                                   | 30 luglio 2020    |         |
| 17                         | Nobile marciume 「貴腐」 - Kifu                                                                            | 6 agosto 2020     |         |
| 18                         | Tracce di un crimine 「罪跡」 - Zaiseki                                                                    | 13 agosto 2020    |         |
| 19                         | Cicatrice 「瘢痕」 - Hankon                                                                                | 20 agosto 2020    |         |
| 20                         | Fantasie 「絵空事」 - Esoragoto                                                                            | 27 agosto 2020    |         |
| 21                         | Cambiamento 「変質」 - Henshitsu                                                                           | 3 settembre 2020  |         |
| 22                         | Catene 「枷鎖」 - Ka'sa                                                                                    | 10 settembre 2020 |         |
| 23                         | Grilletto (bis) 「引き金（再）」 - Hikigane (futatabi)                                                     | 17 settembre 2020 |         |
| 24                         | Ardente desiderio 「翼う」 - Koinegau                                                                      | 24 settembre 2020 |         |